# José Dacunto
José Luis Dacunto Rodriguez, ou simplesmente Dacunto (Buenos Aires, 5 de junho de 1914 – ?) foi um futebolista argentino que atuava como meio-campista.

## Carreira
Vindo do Alborada, Dacunto iniciou sua carreira nas categorias de base do Ferro Carril Oeste, da Argentina, onde estreou no time principal em 23 de setembro de 1934, em partida contra o San Lorenzo. Se despediu do clube em 18 de dezembro de 1938, contra o Chacarita, totalizando 79 partidas e marcando 8 gols.
Em 1939, o Vasco trouxe do Ferro Carril Oeste os jogadores Bernardo Gandulla, Raul Emeal e Dacunto, que chegaram juntos ao Rio de Janeiro no navio a vapor Conte Grande em 5 de março. O clube argentino alegou que, por não ter dado o “passe” aos jogadores, eles não poderiam atuar pelo Vasco e o Gigante da Colina contava com o fato de que esses atletas estrangeiros já tinham os seus contratos vencidos e, portanto, estariam livres para atuarem em qualquer clube. Após meses de disputas fora dos gramados, o que incluiu o judiciário dos países envolvidos, os jogadores tiveram as suas situações definitivamente regularizadas e os “passes” custaram mais de 126 mil contos de réis aos cofres vascaínos.
No time cruz-maltino formou a famosa linha média com Zarzur e o uruguaio Figliola, também chamada de "Três Mosqueiros".
Desgastado pela má fase do clube, foi dispensado pelo presidente Ciro Aranha.
Estreou pelo Palmeiras em 28 de abril de 1943, em amistoso contra o Vasco no Estádio do Pacaembu.
Em 1944, foi o protagonista involuntário da conquista do título estadual, quando o São Paulo conseguiu barra-lo por irregularidades, mas sucumbiu na decisão e a torcida palestrina cantou que “com Dacunto ou sem Dacunto o São Paulo é um defunto”, uma paródia da marcha carnavalesca “Eu brinco”, composta por Pedro Caetano e Claudionor Cruz naquele mesmo ano, cuja letra original dizia: “Com pandeiro ou sem pandeiro, eeê, eu brinco”.
Seu último jogo pelo clube foi em 25 de novembro de 1945, em amistoso contra a Portuguesa no Pacaembu. Atuou pelo Palmeiras entre 1943 e 1945, participando de 57 jogos e marcando 5 gols.
Em 1946, foi contratado pelo Santos. Pelo clube, acumulou mais de sessenta jogos até o ano seguinte, quando pendurou as chuteiras.
Durante as décadas de 60 e 70 atuou como delegado das divisões inferiores do Ferro Carril.
Seu filho, José Dacunto Júnior, nasceu no Brasil e chegou a jogar no Huracán após estar nos juvenis do rival San Lorenzo.

### Títulos
Vasco
- Torneio Início: 1942

Palmeiras
- Campeonato Paulista: 1944[15][17][18]